# Agdal (Rabat)
Agdal es un barrio de Rabat, la capital de Marruecos. Se trata de un antiguo suburbio cuyos principales habitantes, antes de la expansión de la ciudad tras la guerra, eran los estudiantes de la cercana universidad (como señala Malika Ufqir en su libro La Prisionera). Actualmente es uno de los barrios más ricos de Marruecos. Está habitada por numerosos expatriados, sobre todo franceses, así como por una población de marroquíes adinerados. Alberga una de las dos principales estaciones ferroviarias de Rabat, llamada Rabat-Agdal.